# Sylvia Pettersson
Sylvia Birgitta Elisabet Pettersson, född 18 januari 1934 i Vallentuna, död där 24 augusti 2016, var en svensk politiker och riksdagsledamot för Socialdemokraterna.
Pettersson var ersättare i Sveriges riksdag 1979–1985. Mellan 1985 och 1988 var hon ordinarie riksdagsledamot. 1988–1990 var hon ånyo ersättare för att 1990–1991 återigen vara ordinarie. Mellan 1988 och 1991 var hon suppleant i Miljö- och jordbruksutskottet. Hon var hela tiden invald för Stockholms läns valkrets.